# SK Smíchov
O SK Smíchov foi uma equipe de futebol da cidade de Praga, na República Tcheca.
Disputou os primeiros torneios da região da Boêmia, chegando à final das primeiras 5 edições da Copa da Boêmia. Venceu as duas iniciais, em 1906 do SK Meteor Praha VIII e em 1907 do Sparta Praga (pelo placar de 3 a 1). Então, foi vice em 1908 (4 a 3 para o Slavia Praga), 1909 (3 a 1 para o Sparta) e 1910 (5 a 2 para o Slavia).
No Campeonato Tcheco (disputado na época somente na região da Boêmia), foi vice-campeão em 1915 (perdendo para o Slavia Praga por vexaminosos 14 a 0).

## Títulos
- Copa da Boêmia: 2 (1906, 1907).